# Bernard II. Saský
Bernard II. Saský, něm. Bernhard II. (990? – 29. června 1059), byl saský vévoda z dynastie Billungů. Během svého života byl ve sporu s císařem Jindřichem II. a bojoval se Slovany na severu Německa.

## Život
Byl starším synem saského vévody Bernarda I. a Hildegardy ze Stade. Vévodský titul převzal po otcově skonu a původně byl císařovým stoupencem. Roku 1018 se zúčastnil výpravy proti Polsku a vyjednal smlouvu v Budyšíně. V letech 1019–1020 měl stejně jako otec neshody s císařem ohledně uplatňování vévodských práv.
| „              | ... že se vévoda Bernard odvážil bouřit proti císaři Jindřichovi a znepokojoval všechny kostely v Sasku... | “ |
| — Adam Brémský | |   |

Poté, co se usmířil s císařem a získal od něj uznání svých práv, se vrátil ke svým bojům s Lutici a Obodrity. Zdařilo se mu je pokořit a více je připoutat k říši, což mu vyneslo uznání nového císaře Konráda II. Od roku 1043 byl v závažném sporu s brémským arcibiskupem Vojtěchem, kterého vinil ze smrti svého mladšího bratra Thietmara. Po Vojtěchově smrti se výbušná situace zklidnila a poklid vydržel až do Bernardovy smrti roku 1059.
| „              | ... zemřel saský vévoda Bernard, který již od doby staršího Libentia po čtyřicet let rázně spravoval záležitosti slovanské, nordalbinské i naše... | “ |
| — Adam Brémský | |   |